# Fat Man
Fat Man (traducere literală din engleză: „Grasul” sau „Grăsunul”) este numele de cod precum și porecla bombei atomice ce a fost detonată deasupra orașului Nagasaki, Japonia, de către Statele Unite ale Americii la 9 august 1945, la ora 11:02 locală. Era a doua bombă atomică folosită împotriva Japoniei după Little Boy, detonată cu trei zile înainte deasupra orașului Hiroshima, la 6 august. 

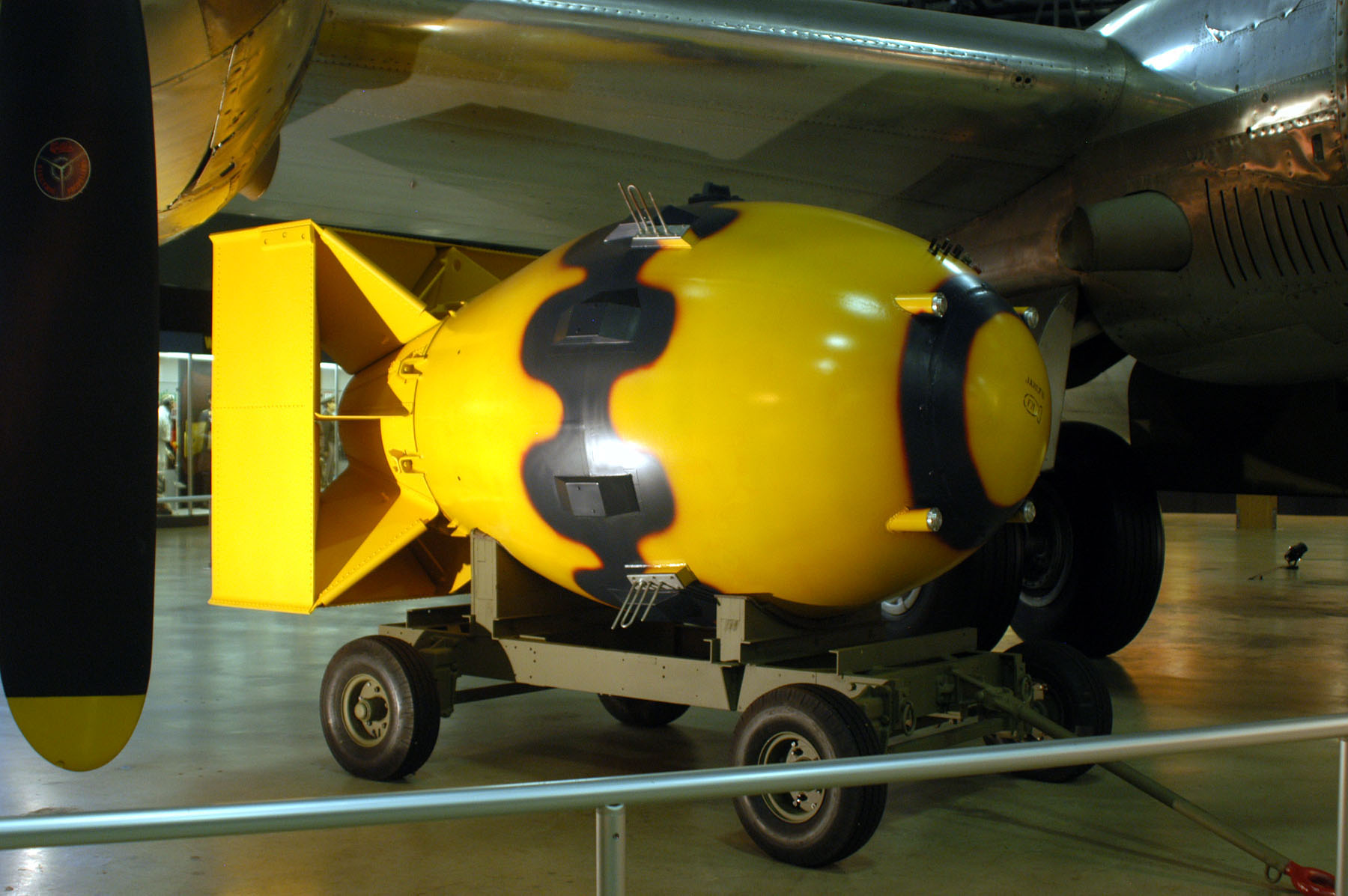
Fat Man, model în culori la scara 1:1, aflat la Muzeul Național al USAF, Wright-Patterson AFB, statul, 45433.

Aceste 2 bombe au dus la capitularea necondiționată a Japoniei, aliatul Germaniei naziste în cel de al Doilea Război Mondial, la 15 august 1945.
Fat Man cântărea 4.600 kg, avea o lungime de 3,2 metri și un diametru de 1,5 metri, precum și o putere de explozie de 21 de kilotone TNT (aproximativ 42 milioane de batoane de dinamită).
Cu toate că bomba a avut o deviație de aproximativ 2 km, a fost distrus mai mult de jumătate din oraș. Populația orașului Nagasaki a scăzut astfel într-o sutime de secundă de la 422.000 la 383.000 de locuitori: 39.000 de oameni au fost omorâți pe loc, iar peste 25.000 au fost răniți.

## Caracteristici constructive
Modelul 1561 avea 2,34 metri lungime, un diametru de 1,52 metri și cântărea 4.545 kg.
A constat dintr-o sferă de 140 cm diametru care a fost încadrată într-o formă de pepene verde cu exterior aerodinamic, la care s-au alăturat componente suplimentare necesare pentru încărcare și transport, cât și echipamente pentru folosirea bombei pe un câmp de luptă, ca siguranță, sistem de radar, balamale, stabilizator de aluminiu coadă, barometru, ceasuri, antenă etc.
Diagramă:
|  |  |

Lista de componente principale ale bombei:
|  | 1. Focoase de contact AN 219 (patru) 2. Antene radar (patru) 3. Baterie utilizată pentru producerea detonării 4. X-Unit, detonator plasat lângă încărcătură 5. Închizători ce fixează cele două cupe ale carcasei bombei 6. Explozive pentagonale (12 unități în jurul nucleului, formate din exploziv rapid și lent) 7. Explozive hexagonale (20 de unități în jurul nucleului, formate din exploziv rapid și lent) 8. Coadă stabilizatoare din tablă de aluminiu de 5,1 mm 9. Carcasă Duraluminiu cu un diametru de 140 cm 10. Conuri care conțin nucleul 11. Celulele explozive (exploziv rapid și lent) 12. Materiale nucleare 13. Placă cu instrumente (barometru, radar și cronometre) 14. Colector Barotube |

## Utilizare
La 9 august 1945 la 11:02 ora locală Fat Man a fost lansat de la bordul bombardierului de tip B-29 cu numele BOCKSCAR al SUA (USAF), din cadrul aceluiași departament ca și bombardierul Enola Gay pilotat de maiorul Charles Sweeney din stabilimentul Mitsubishi din orașul Nagasaki în Japonia.
Acest oraș a fost obiectivul principal; cel secundar, orașul Kokura, era acoperit de nori.
Bomba a explodat la o înălțime de 550 de metri deasupra orașului și a dezvoltat o putere de 25 kilotone TNT, o putere  mult mai mare decât cea a bombei Little Boy, care a explodat cu trei zile înainte la Hiroshima, dar, dat fiind faptul că Nagasaki se află pe un teren deluros, numărul deceselor a fost mai mic decât cel produs de prima bombă.
Între 20.000 și 39.000 de persoane au fost ucise instantaneu prin explozia nucleară, iar numărul de răniți s-a estimat la 25.000.
Câteva mii de persoane au murit mai târziu din cauza iradierii.

## Evoluție
Statele Unite ale Americii au produs un număr mic de bombe de tip Fat Man (în versiunea sa finală de după război numită Mk.3 a avut un potențial de 19...23 kilotone TNT.
Aceste bombe au fost de fapt foarte sensibile și n-au fost adecvate pentru depozitarea pe termen lung.
Proiectul a fost preluat la o alta bombă, Fat Man Mk.4, care a fost similară în principiu, dar este concepută pentru a putea fi stocată pe perioade lungi de timp, potrivit pentru utilizare chiar și de către nespecialiști. Era echipată cu un sistem de detonare mai sigur și mai eficient (bazat pe 60 de puncte, comparativ cu cele 32 ale primului Fat Man) 